# Összegzés
Összegzés vagy szummázás alatt valamely algebrai struktúra elemeinek (például számoknak, vektoroknak vagy mátrixoknak) az összeadását értik. Az összeadás eredményét összegnek vagy szummának nevezik. Az összegzendő elemeket az összeg tagjainak is hívják.
A végtelen összeget konvergens sorozat határértékeként értelmezik.

## Jelölés
Az összeadás asszociativitása miatt a zárójelek elhagyhatóak. Például az „1 + 2 + 4” értelmezésénél mindegy, hogy az (1 + 2) + 4 vagy 1 + (2 + 4). A véges összegzés kommutatív is, tehát az összegzés sorrendje is mindegy. (A végtelen összegek átrendezése az abszolút konvergencia témakörébe tartozik.)
Ha a szummának túl sok eleme van ahhoz, hogy egyszerűen leírható legyen, akkor három ponttal jelölik a hiányzó tagokat. Például az első 100 természetes szám összegét így: 1 + 2 + … + 99 + 100 = 5050.

### Nagy szigma (Σ) jelölés
A matematikában bevezettek egy tömör jelölést a hasonló alakú tagok összegzésére a görög nagy szigma betű segítségével:
{\displaystyle \sum _{i=m}^{n}x_{i}=x_{m}+x_{m+1}+x_{m+2}+\cdots +x_{n-1}+x_{n}.}
Az i alsó index az összegzés indexe, m az összegzés alsó határa, az n az összegzés felső határa. Itt az i=m jelölés arra utal, hogy az i index kezdeti értéke m. Az index további értékei egymást követően 1-gyel növelve adódnak egészen n-ig. Ebben a kifejezésben az i csak egy betű, bármely más szimbólum használható helyette, a következő példában az indexet k jelöli:
{\displaystyle \sum _{k=2}^{6}k^{2}=2^{2}+3^{2}+4^{2}+5^{2}+6^{2}=90.}
Ha az alsó és a felső határ a kontextusból nyilvánvaló, akkor gyakran elhagyják őket:
{\displaystyle \sum x_{i}^{2}}
jelentése:
{\displaystyle \sum _{i=1}^{n}x_{i}^{2}}.
Gyakran találkozni a jelölés általánosításával is, ahol a szigma jel alatt logikai kifejezés szerepel és az összegzés a kifejezést kielégítő elemekre értendő. Például az f(k) értékek összege az adott intervallum k egészeire:
{\displaystyle \sum _{0\leq k<100}f(k)}
Az f(x) értékek összege az S halmaz minden x elemére:
{\displaystyle \sum _{x\in S}f(x)}
A μ(d) értékek összege az n szám minden d osztójára:
{\displaystyle \sum _{d|n}\;\mu (d)}
Egymásba ágyazott összegek leírására használnak egyszerűsített írásmódokat is. Például a
{\displaystyle \sum _{\ell ,\ell '}}
kifejezés egyenértékű az alábbival:
{\displaystyle \sum _{\ell }\sum _{\ell '}.}

### Számítógépes jelölés
Az összegzés programozási nyelveken is reprezentálható. Az összegzés az egyik legegyszerűbb és leggyakrabban használt triviális algoritmus a lineáris keresés és az extrémumkeresés mellett. Értelemszerűen 0 értékre, az összeadás neutrális elemére, kell inicializálni a szummaváltozót, bár ez egyes programnyelvekben automatikus.
Az alábbi programkód értelmes C, C++, C# és Java nyelveken, feltételezve, hogy az m és az n értelmezett int típusú változók, továbbá az x egy int alaptípusú vektor, melynek m és n érvényes indexei.
```
int
 
i
;

int
 
sum
 
=
 
0
;

for
 
(
i
 
=
 
m
;
 
i
 
<=
 
n
;
 
i
++
)

    
sum
 
+=
 
x
[
i
]
;

```

Az alábbi implementáció Python nyelvű:
```
sum
(
x
[
m
:
n
+
1
])

```

Perl programozási nyelvben készült a következő példa:
```
$sum
 
+=
 
$x
[
$_
]
 
for
 
(
$m
..
$n
);

```

Fortran és Matlab nyelveken értelmes az alábbi kifejezés:
```
sum
(
x
(
m
:
n
))

```

Egy Ruby programozási nyelvű példa a következő:
```
x
[
m
..
n
].
inject
{
|
a
,
b
|
 
a
+
b
}

```

Nem programozási nyelv, hanem dokumentum-leírónyelv a TeX, a LaTeX és a wiki jelölőnyelv, melyeken a következőképpen írható le az összeg:
```
\sum
_{
i=m
}^
n x
_
i

```

## Speciális esetek
Az üres összeg az üres halmaz elemeinek összege. Értéke megegyezés szerint a nullelem, tehát valós számok körében a 0, vektorok körében a nullvektor stb.
Az egytagú összeg megegyezik az egyetlen tagjának értékével.

## Összegek közelítése határozott integrállal
Monoton függvények összege becsülhető határozott integrálokkal a következőképpen:
Monoton növekvő f függvény esetében:
{\displaystyle \int _{s=a-1}^{b}f(s)\,ds\leq \sum _{i=a}^{b}f(i)\leq \int _{s=a}^{b+1}f(s)\,ds.}
Monoton csökkenő f függvény esetében:
{\displaystyle \int _{s=a}^{b+1}f(s)\,ds\leq \sum _{i=a}^{b}f(i)\leq \int _{s=a-1}^{b}f(s)\,ds.}
Általánosabb becslések adhatók az Euler–MacLaurin-képlet segítségével.
Valamely [a, b] intervallumon értelmezett Riemann-integrálható függvények a határozott integrálja becsülhető a Riemann-összegekkel:
{\displaystyle {\frac {b-a}{n}}\sum _{i=0}^{n-1}f\left(a+i{\frac {b-a}{n}}\right)\approx \int _{a}^{b}f(x)\,dx.}
Az ilyen becslések pontossága a felosztás finomságának, azaz n-nek függvényében növekszik.
{\displaystyle \lim _{n\rightarrow \infty }{\frac {b-a}{n}}\sum _{i=0}^{n-1}f\left(a+i{\frac {b-a}{n}}\right)=\int _{a}^{b}f(x)\,dx.}

## Azonosságok
Az alábbi nevezetes azonosságok hasznosak összegek kezelésénél:
- {\displaystyle \sum _{n=s}^{t}C\cdot f(n)=C\cdot \sum _{n=s}^{t}f(n)} (A skalárral való szorzás disztributivitása.)
- {\displaystyle \sum _{n=s}^{t}f(n)+\sum _{n=s}^{t}g(n)=\sum _{n=s}^{t}\left[f(n)+g(n)\right]}
- {\displaystyle \sum _{n=s}^{t}f(n)=\sum _{n=s+p}^{t+p}f(n-p)}
- {\displaystyle \sum _{n=s}^{j}f(n)+\sum _{n=j+1}^{t}f(n)=\sum _{n=s}^{t}f(n)}
- {\displaystyle \sum _{i=m}^{n}x=(n-m+1)x}
- {\displaystyle \sum _{i=1}^{n}x=nx} (Az egésszel szorzás definíciója.)
- {\displaystyle \sum _{i=m}^{n}i={\frac {(n-m+1)(n+m)}{2}}} (Lásd: számtani sorozat)
- {\displaystyle \sum _{i=0}^{n}i=\sum _{i=1}^{n}i={\frac {(n+1)(n)}{2}}} (A számtani sorozat speciális esete.)
- {\displaystyle \sum _{i=1}^{n}i^{2}={\frac {n(n+1)(2n+1)}{6}}={\frac {n^{3}}{3}}+{\frac {n^{2}}{2}}+{\frac {n}{6}}}
- {\displaystyle \sum _{i=1}^{n}i^{3}=\left({\frac {n(n+1)}{2}}\right)^{2}={\frac {n^{4}}{4}}+{\frac {n^{3}}{2}}+{\frac {n^{2}}{4}}=\left[\sum _{i=1}^{n}i\right]^{2}}
- {\displaystyle \sum _{i=1}^{n}i^{4}={\frac {n(n+1)(2n+1)(3n^{2}+3n-1)}{30}}}
- {\displaystyle \sum _{i=0}^{n}i^{p}={\frac {(n+1)^{p+1}}{p+1}}+\sum _{k=1}^{p}{\frac {B_{k}}{p-k+1}}{p \choose k}(n+1)^{p-k+1}} (Ahol {\displaystyle B_{k}} a k. Bernoulli-szám.)
- {\displaystyle \sum _{i=m}^{n}x^{i}={\frac {x^{n+1}-x^{m}}{x-1}}} (Lásd: mértani sorozat)
- {\displaystyle \sum _{i=0}^{n}x^{i}={\frac {x^{n+1}-1}{x-1}}} (A mértani sorozat m=0 esetben.)
- {\displaystyle \sum _{i=0}^{n}ix^{i}={\frac {x}{(1-x)^{2}}}(1-(n+1)x^{n}+nx^{n+1})}
- {\displaystyle \sum _{i=0}^{n}i^{2}x^{i}={\frac {x}{(1-x)^{3}}}(1+x-(n+1)^{2}x^{n}+(2n^{2}+2n-1)x^{n+1}-n^{2}x^{n+2})}
- {\displaystyle \sum _{i=0}^{n}{n \choose i}=2^{n}} (Lásd binomiális tétel)
- {\displaystyle \sum _{i=0}^{n-1}{i \choose k}={n \choose k+1}}
- {\displaystyle \left(\sum _{i}a_{i}\right)\left(\sum _{j}b_{j}\right)=\sum _{i}\sum _{j}a_{i}b_{j}}
- {\displaystyle \left(\sum _{i}a_{i}\right)^{2}=2\sum _{i}\sum _{j<i}a_{i}a_{j}+\sum _{i}a_{i}^{2}}
- {\displaystyle \sum _{n=a}^{b}f(n)=\sum _{n=b}^{a}f(n)}
- {\displaystyle \sum _{n=s}^{t}f(n)=\sum _{n=-t}^{-s}f(-n)}
- {\displaystyle \sum _{n=0}^{t}f(2n)+\sum _{n=0}^{t}f(2n+1)=\sum _{n=0}^{2t+1}f(n)}
- {\displaystyle \sum _{n=0}^{t}\sum _{i=0}^{z-1}f(z\cdot n+i)=\sum _{n=0}^{z\cdot t+z-1}f(n)}
- {\displaystyle {\widehat {b}}^{\left[\sum _{n=s}^{t}f(n)\right]}=\prod _{n=s}^{t}{\widehat {b}}^{f(n)}}
- {\displaystyle \lim _{t\rightarrow \infty }\sum _{n=a}^{t}f(n)=\sum _{n=a}^{\infty }f(n)}
- {\displaystyle (a+b)^{n}=\sum _{i=0}^{n}{n \choose i}a^{(n-i)}b^{i}}
- {\displaystyle \sum _{n=b+1}^{\infty }{\frac {b}{n^{2}-b^{2}}}=\sum _{n=1}^{2b}{\frac {1}{2n}}}
- {\displaystyle \sum _{k=i}^{n}ln(i)=ln({\frac {n!}{(m-1)!}})}

## Növekedési sebességek
Aszimptotikus növekedési sebességek:
- {\displaystyle \sum _{i=1}^{n}i^{c}\in \Theta (n^{c+1})} (Valós c>-1 értékekre.)
- {\displaystyle \sum _{i=1}^{n}{\frac {1}{i}}\in \Theta (\log n)}
- {\displaystyle \sum _{i=1}^{n}c^{i}\in \Theta (c^{n})} (Valós c>1 értékre.)
- {\displaystyle \sum _{i=1}^{n}\log(i)^{c}\in \Theta (n\cdot \log(n)^{c})} (Valós nemnegatív c értékekre.)
- {\displaystyle \sum _{i=1}^{n}\log(i)^{c}\cdot i^{d}\in \Theta (n^{d+1}\cdot \log(n)^{c})} (Valós, nemnegatív c és d értékekre.)
- {\displaystyle \sum _{i=1}^{n}\log(i)^{c}\cdot i^{d}\cdot b^{i}\in \Theta (n^{d}\cdot \log(n)^{c}\cdot b^{n})} (Nemnegatív, valós b > 1, c, d értékekre.)